# Nombre de Cullen
En mathématiques, le n-ième nombre de Cullen l'entier Cn := n2n + 1. Les nombres de Cullen furent étudiés en premier par le jésuite irlandais James Cullen en 1905. Ils forment la suite d'entiers  A002064 de l'OEIS : 1, 3, 9, 25, 65, 161, 385, etc..

## Propriétés
Tous les Cn pour n > 0 sont des nombres de Proth.
Presque tous les nombres de Cullen sont composés ; les seuls nombres de Cullen premiers connus sont ceux correspondant aux seize valeurs suivantes de l'indice n :
1, 141, 4 713, 5 795, 6 611, 18 496, 32 292, 32 469, 59 656, 90 825, 262 419, 361 275, 481 899, 1 354 828, 6 328 548 et 6 679 881 (suite  A005849).
Cependant, on conjecture qu'il en existe une infinité d'autres.
Le plus grand nombre de Cullen premier connu est 6 679 881 × 26679881 + 1. C'est un méganombre premier avec 2 010 852 chiffres (en base dix) et il a été découvert en 2009 par un participant japonais du projet PrimeGrid.
Il découle du petit théorème de Fermat que si p est un nombre premier impair, alors p divise Cm(k) pour m(k) = (2k − k)(p − 1) − k, pour tout k ≥ 0.
Ce nombre p divise :
- {\displaystyle C_{\frac {p+1}{2}}} si le symbole de Legendre {\displaystyle \left({\frac {2}{p}}\right)} est –1, c'est-à-dire si p est de la forme 8k ± 3 ;
- {\displaystyle C_{\frac {3p-1}{2}}} si le symbole de Legendre {\displaystyle \left({\frac {2}{p}}\right)} est +1, c'est-à-dire si p est de la forme 8k ± 1.

On ignore s'il existe un nombre premier p tel que Cp soit aussi premier.

## Variantes
Certains auteurs appellent « nombres de Cullen généralisés » les nombres qui peuvent s'écrire sous la forme nbn + 1, où n + 2 > b.
Les nombres de Woodall sont quelquefois appelés « nombres de Cullen de deuxième espèce ».